# تمنغكونغ عبد الجمال
تمنغكونغ تون عبد الجمال بن تون عباس (1720 - 1802) كان أول تمنغكونغ لجوهر. وهو الجد الأكبر لسلاطين جوهر الحديثة من السلطان أبو بكر حتى السلطان الحالي.

## تاريخه
ولد عبد الجمال في سلطنة جوهر عام 1720 لوالده بندهارا تون عباس في فهغ، وهو حفيد السلطان عبد الجليل شاه الرابع الذي توفي في 21 نوفمبر 1721. في 1757 عُيِّن من قبل عمه السلطان سليمان بدر العالم شاه ليكون تمنغكونغ لسلطنة جوهر، على أن يكون المنصب وراثيًا بين ذريته المباشرين.
توفي في جزيرة بولاون عام 1802 ودفن هناك، وعُرفت مقبرته فيما بعد باسم مقام تمنغكونغ عبد الجمال. وعين السلطان محمود شاه الثالث ابنه تون عبد الحميد مكانه.